# Kroatiens præsidenter
Dette er en liste over Kroatiens præsidenter.
| Nr | Billede               | Navn                                 | Fra               | Til               | Parti                                      |
|    | Præsident af Kroatien | Præsident af Kroatien                |                   |                   |                                            |
| -- | --------------------- | ------------------------------------ | ----------------- | ----------------- | ------------------------------------------ |
| 1  |                       | Franjo Tuđman                        | 22. december 1990 | 10. december 1999 | Kroatiske Demokratiske Union               |
| -  |                       | Vlatko Pavletić (agerende præsident) | 10. december 1999 | 2. februar 2000   | Kroatiske Demokratiske Union               |
| -  |                       | Zlatko Tomčić (agerende præsident)   | 2. februar 2000   | 18. februar 2000  | Kroatiske Bondeparti                       |
| 2  |                       | Stjepan Mesić                        | 19. februar 2000  | 18. februar 2010  | Kroatiske Folkeparti - Liberaldemokraterne |
| 3  |                       | Ivo Josipović                        | 19. februar 2010  | 18. februar 2015  | Socialdemokraterne                         |
| 4  |                       | Kolinda Grabar-Kitarović             | 19. februar 2015  | 18. februar 2020  | Kroatiske Demokratiske Union               |
| 5  |                       | Zoran Milanović                      | 19. februar 2020  | Nuværende         | Socialdemokraterne                         |

| Politik | Spire Denne artikel om politik og ideologi er en spire som bør udbygges. Du er velkommen til at hjælpe Wikipedia ved at udvide den. |